# Kaka (Sue)
Kaka ist ein kleiner (temporärer) Fluss (Wadi) in Südsudan. Er ist ein rechter Zufluss des Sue-Jur.

## Geographie
Das Wadi Kaka liegt im Süden des Bundesstaates Western Equatoria und verläuft nach Westen. Nach kurzem Lauf in der Ebene mündet der Bach von rechts und Osten in den Sue.

## Umwelt
Das Wadi befindet sich in einer Savannenlandschaft.